# Khachkar

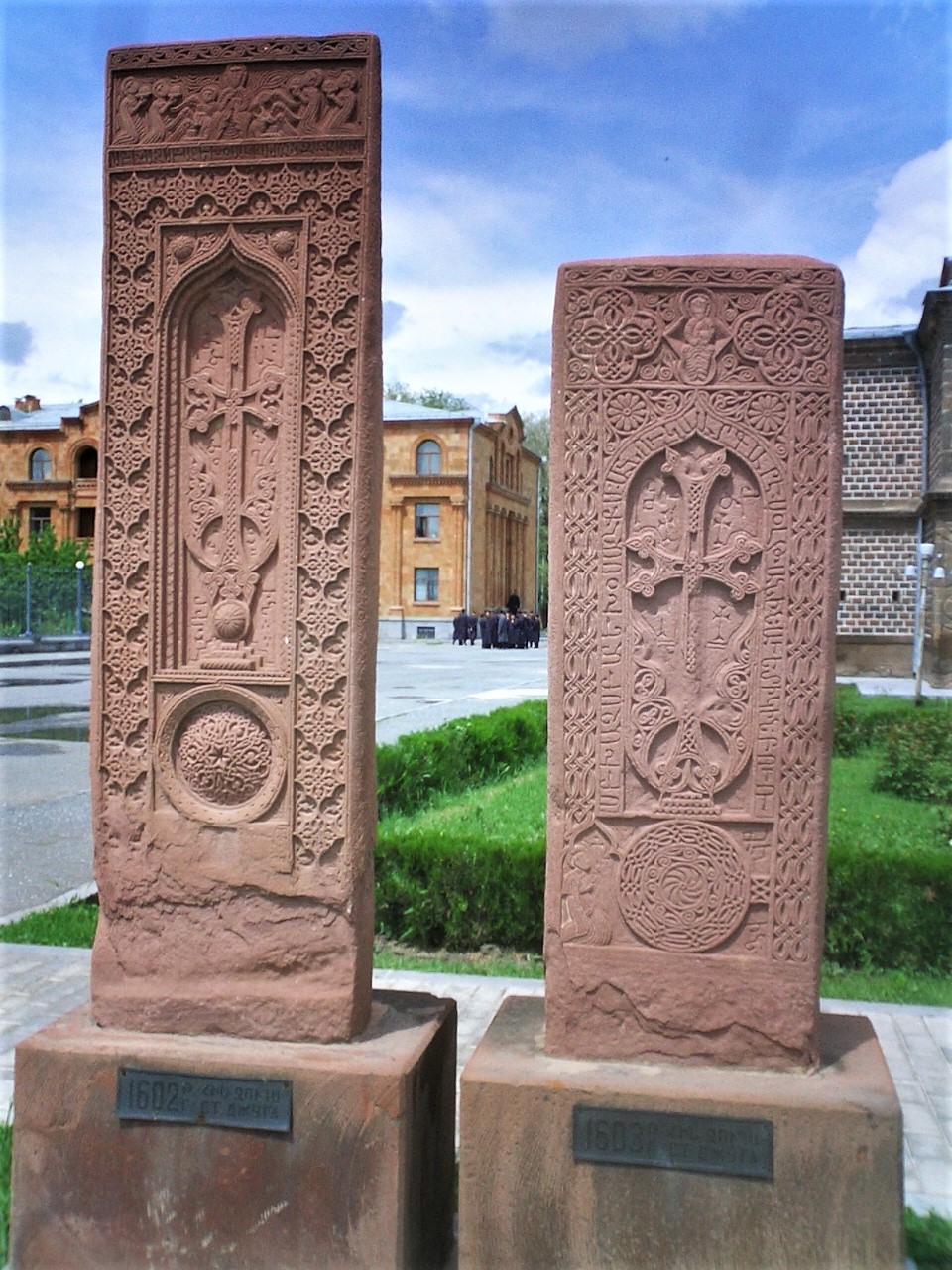
Esempi di khachkar dalla città di Julfa, recentemente distrutti dall'Azerbaigian

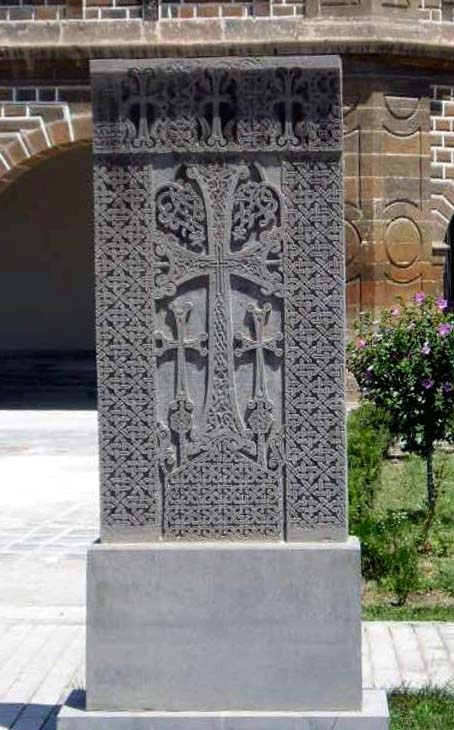
Un khachkar a Echmiadzin

Un khachkar (in armeno Խաչքար?, che significa "croce di pietra") è un cippo funerario scolpito che si trova tipicamente in Armenia.

## Definizione
L'aspetto più comune è quello di una croce, raramente con un crocifisso, con un piccolo rosone o un disco solare nella parte inferiore. Il resto è di solito riempito con disegni di foglie, grappoli d'uva o disegni astratti. A volte è sormontata da un cornicione con personaggi biblici o figure di santi.

## Scopo
La ragione più comune per erigere un khachkar è la salvezza della propria anima, ma essi vennero eretti anche per commemorare vittorie militari, costruzioni di chiese, amori non corrisposti, o come forma di protezione dai disastri naturali.

## Storia
I primi khachkar degni di nota apparvero nel IX secolo, all'epoca della rinascita armena dopo la liberazione dagli arabi. Il khachkar tipico più antico che riporti una data venne scolpito nell'879, anche se prima di quell'anno esistevano khachkar più rozzi. Eretto a Garni, è dedicato alla regina Katranide, moglie del re Ashot I Bagratuni. Il punto più alto dell'arte scultorea relativa ai khachkar venne raggiunto fra il XII e il XIV secolo, per poi scemare all'epoca dell'invasione mongola alla fine del XIV secolo. Essa venne comunque ripresa nel XVI e XVII secolo, pur senza raggiungere le vette artistiche del XIV secolo. La tradizione è viva anche al giorno d'oggi, infatti si possono vedere artisti scultori di khachkar in alcune parti di Erevan.
Oggi sopravvivono circa 40.000 khachkar, la maggior parte dei quali sparsi per il territorio, mentre quelli che registrano una donazione sono usualmente costruiti all'interno delle mura dei monasteri. I khachkar che secondo i più sono i migliori esempi di questa forma d'arte sono:
- quello a Geghard, scolpito nel 1213 probabilmente da Timot e Mkhitar
- il khachkar del Santo Redentore a Haghpat, scolpito nel 1273 da Varham
- il khachkar di Goshavank, scolpito nel 1291 da Poghos

Alcuni buoni esempi di khachkar furono trasferiti nel Museo Storico di Yerevan e presso la cattedrale di Echmiadzin. Il luogo in Armenia che ospita il maggior numero di khachkar è il campo dei khachkar, un antico cimitero con circa 900 khachkar di vari periodi e vari stili a Noratus, sulle sponde occidentali del lago Sevan. La più grande collezione di khachkar del mondo si poteva tempo fa trovare presso le rovine dell'antica Julfa, in Nakhichevan, un'enclave dell'Azerbaigian in territorio armeno. Alla fine del 2005 emersero racconti e fotografie da parte di testimoni che mostravano soldati azeri deliberatamente intenti alla distruzione dei cippi funerari. Fotografie più recenti hanno rivelato che l'intero cimitero è stato raso al suolo e che al suo posto è stato costruito un campo d'addestramento militare.
Un antico khachkar del XIII secolo fu donato dall'Armenia al Veneto ed ora si trova sull'isola di San Lazzaro degli Armeni a Venezia.

## Galleria d'immagini

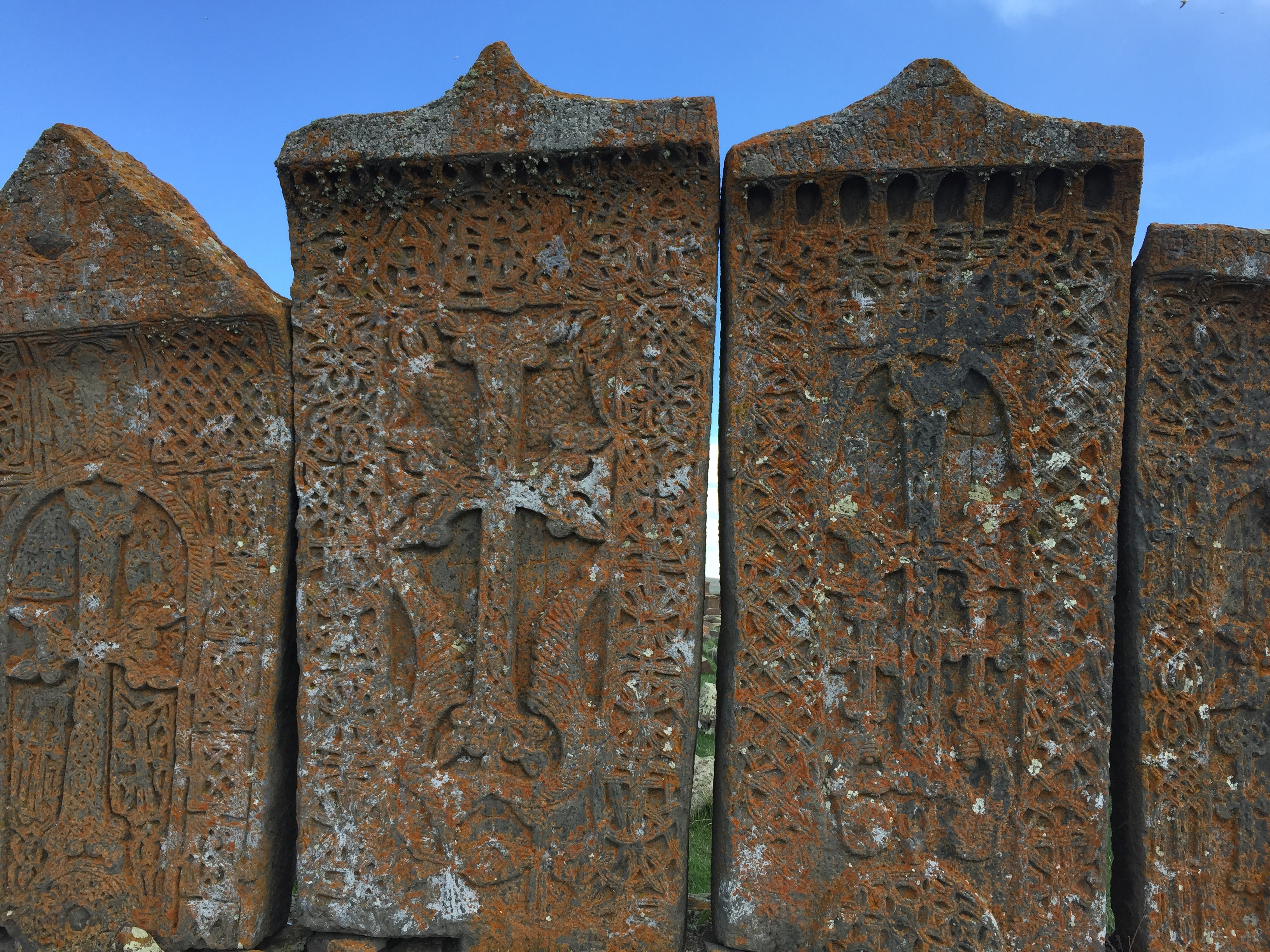
Khachkar armeno
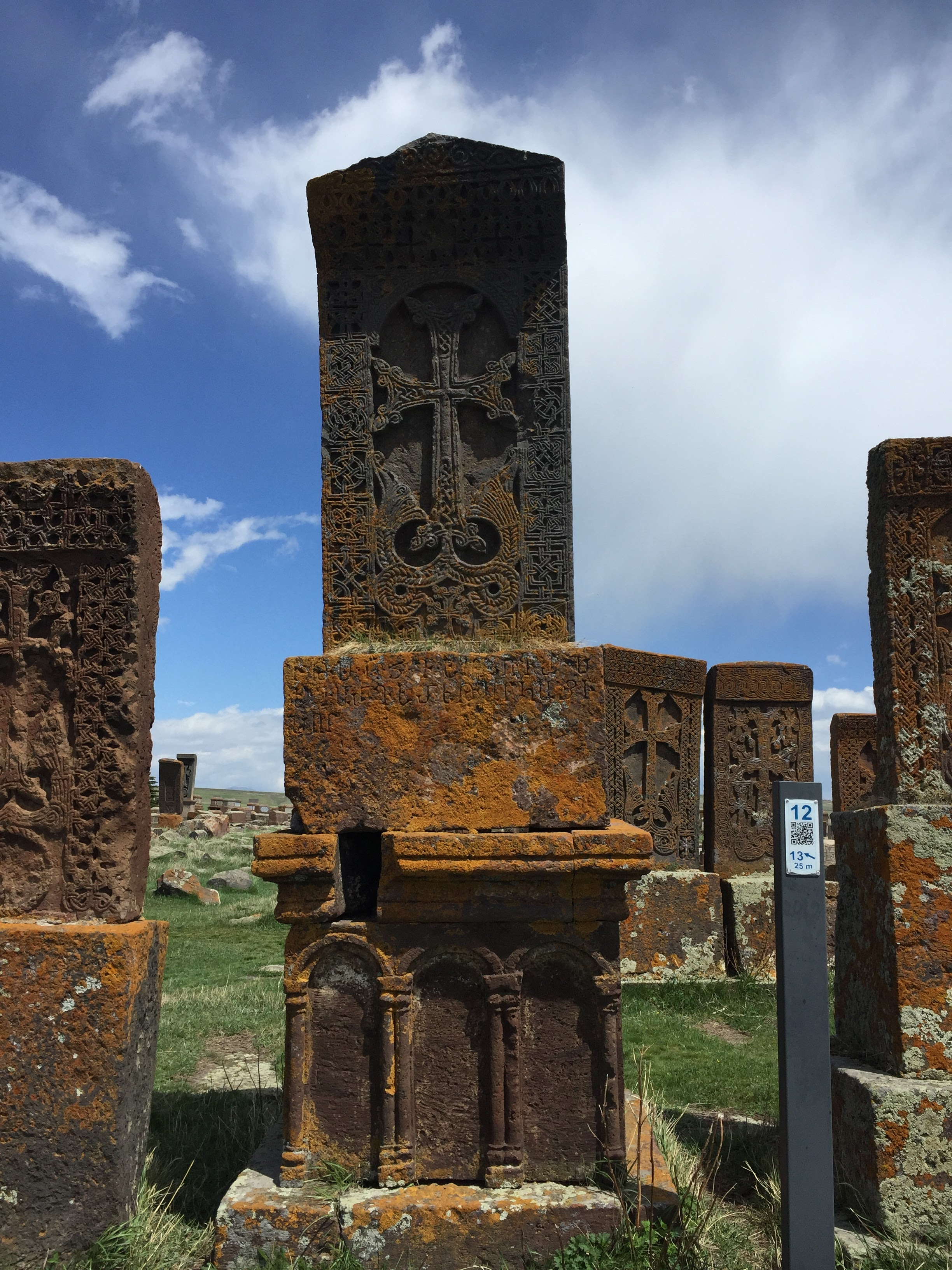
Khachkar armeno